# Philipp Joseph Strobel
Philipp Joseph Strobel (* 1705 in Hechingen; † 17. Februar 1769 in Freiburg im Breisgau) war Professor der Medizin in Freiburg sowie mehrfach Rektor der Universität.
Er stammte aus Hechingen und studierte ab 1725 Medizin an der Universität Freiburg. Am 4. Mai 1735 trat er als Professor der Institutionen in seine Fakultät ein und bekleidete im Laufe der Zeit alle Stellen derselben.
Er war Freiburger Stadtphysikus und dreizehnmal Rektor der Hochschule. Im Jahr 1736 wurde er zudem Quaternarius. Nach Neugestaltung der Universität wurde er zum ersten Direktor der medizinischen Fakultät ernannt und trug den Titel „Kaiserlicher Rat“.

## Werke
- de rhachtitide (1752)
- de nephritide (1756).

## Familie
In erster Ehe war Strobel verheiratet mit Maria Elisabeth Gertrud Litschgin.
In zweiter Ehe heiratete er Maria Anna Dürckh. Er hatte wenigstens einen Sohn und fünf Töchter.
- Ignaz   Oberleutnant im k.k. Regiment Migazzi
- Maria Katharina ⚭ Landvogt Valentin von Schwab
- Maria Elisabeth ⚭ Herrn N.N. von Luth aus Innsbruck
- Maria Anna ⚭ Syndicus N.N. Karg
- Maria Clara ⚭  1775 Herrn N.N. von Stebele
- Maria Franziska (* 27. Februar 1752; † 29. Januar 1803) ⚭  21. Juli 1774 Matthäus (Matthias) Johann Jakob Mederer von Wuthwehr (1739–1805),  Doktor der Chirurgie und ordentlicher Professor an der Universität Freiburg i.Br.
- Anna Sara
- Maria Euphemia († 18. April 1777)